# Ludwik Rydygier

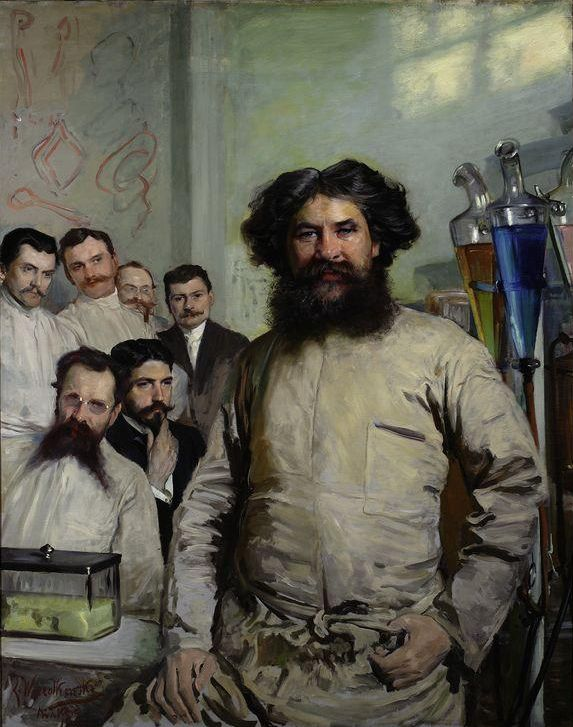
Leon Wyczółkowski: Ludwik Rydygier und seine Assistenten (1897)

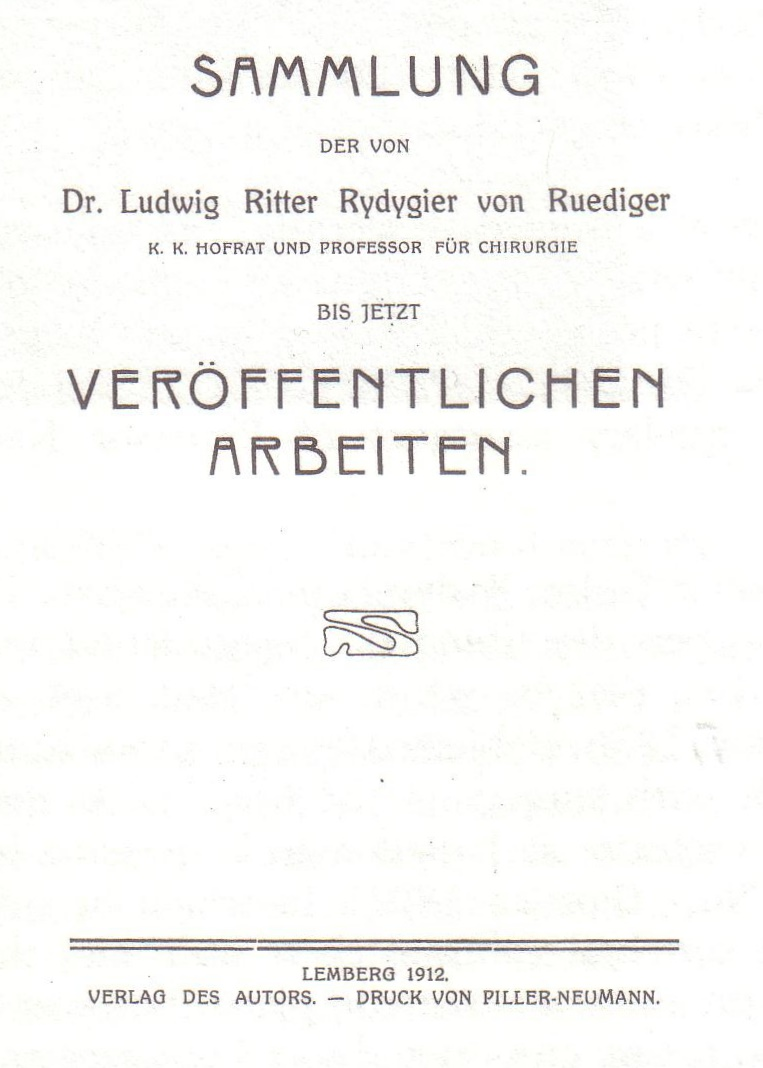
Rydygiers Schriftenverzeichnis – mit Druckfehler

Ludwig Anton Rydygier von Ruediger – auch Rydigier (* 21. August 1850 auf Gut Dossoczyn bei Graudenz als Ludwig Riediger; † 25. Juni 1920 in Lemberg, Galizien) war ein deutsch-polnischer Chirurg, Urologe und Hochschullehrer. Sein Leben steht für die Verwobenheit Westpreußens und Polens und für den supranationalen Katholizismus Ostmitteleuropas.

## Leben
Als dreizehntes Kind des Gutsbesitzers Carl Riediger und seiner westpreußischen Frau Elisabeth geborene König besuchte er das Collegium Marianum in Pelplin, ab 1858 das Konitzer Gymnasium und ab 1861 das Gymnasium in Culm. Nach dem Abitur studierte er ab 1869 Medizin an der Universität Greifswald. Da er sich für die polnische Sprache einsetzte, wurde er für ein Jahr relegiert. Er ging an die Friedrich-Wilhelms-Universität zu Berlin und die Kaiser-Wilhelms-Universität zu Straßburg. Wieder in Greifswald, bestand er 1873 das Staatsexamen. 1874 wurde er zum Dr. med. promoviert.

### Westpreußen
Da er in der Greifswalder Chirurgie vorerst keine Anstellung fand, ging er nach Danzig. Dort arbeitete er eine Zeitlang im Marienkrankenhaus, das von den Barmherzigen Schwestern vom hl. Karl Borromäus geführt wurde. Wenig später eröffnete er eine Arztpraxis in Culm.
1877 erhielt er endlich eine Assistentenstelle bei seinem verehrten Mentor Carl Hueter in Greifswald. 1878 habilitierte er sich an der Universität Jena und war dort bis 1879 als Privatdozent tätig. Von Jena aus besuchte er die chirurgischen Kliniken in Warschau und Wien. Im Jahre 1880 kehrte er nach Culm zurück, um eine Privatklinik zu leiten, die in medizinischer und sanitärer Hinsicht gut ausgestattet war und auch eine bedeutende Rolle durch ihre wissenschaftliche Forschungs- und Lehrtätigkeit spielte. In dieser Zeit entstanden die wichtigsten der etwa 200 Publikationen und das Lehrbuch der genauen Chirurgie.
Am 16. November 1880 war er nach Jules Péan der weltweit zweite, der bei einem Krebskranken eine Pylorus–Resektion wagte. Der Patient überlebte den Eingriff jedoch nur 12 Stunden. Am 21. November 1881 wiederholte er den Eingriff bei ulkusbedingter Pylorusstenose (Magenausgangsstenose).

### Krakau und Lemberg
Riediger polonisierte 1887 offiziell seinen Nachnamen in die Form Rydygier im Zusammenhang mit einer Niederlassung als praktischer Arzt in München. Am 2. Juli 1887 wurde „Ludwig Riediger“ in Culm vom Kaiser von Österreich zum ordentlichen Professor der Chirurgie an der Jagiellonen-Universität in Krakau ernannt. In seinen Publikationen verwendete er bereits seit einiger Zeit stets den Namen Rydygier und führte das auch weiter fort. 1890 war er in Krakau Prodekan des medizinischen Professorenkollegiums.
1897 wechselte er an die Universität Lemberg. In 23 Jahren entfaltete er eine intensive klinische, wissenschaftliche und politische Tätigkeit. Für die akademischen Jahre 1898/99 und 1911/12 wurde er zum  Dekan der Medizinischen Fakultät gewählt. 1901/02 war er Rektor. 1903 lehnte er einen Ruf der Karl-Ferdinands-Universität ab. 1906 war er Mitbegründer der Deutschen Gesellschaft für Urologie, die ihn in den Vorstand wählte. 1912 stellte er seine bis dahin 149 Publikationen in den originalsprachlichen Fassungen zusammen.

### Zeit nach 1914
In der Zeit des Ersten Weltkriegs arbeitete Rydygier kurz in Wien, leitete dann jedoch bis 1916 ein Militärhospital in Brünn. Nach der Wiederherstellung der polnischen Staatlichkeit 1918 wirkte er zunächst bei der Schaffung einer medizinischen Fakultät an der neugeschaffenen polnischen Universität Posen. 1920 trat er in die Polnische Armee ein und wurde Chef des Militärischen Sanitätsdienstes in Pommern im Rang eines Brigadegenerals (polnisch: generał podporucznik).
1920 emeritiert, wollte er ins heimatliche Dirschau ziehen. Während der Verhandlungen zum Verkauf seines Eigentums in Lemberg starb er mit fast 70 Jahren in der Kanzlei eines Lemberger Notars. In einem Begräbnis mit militärischen Ehren wurde er auf dem Lytschakiwski-Friedhof beigesetzt.

## Ehrungen
- Orden der Eisernen Krone

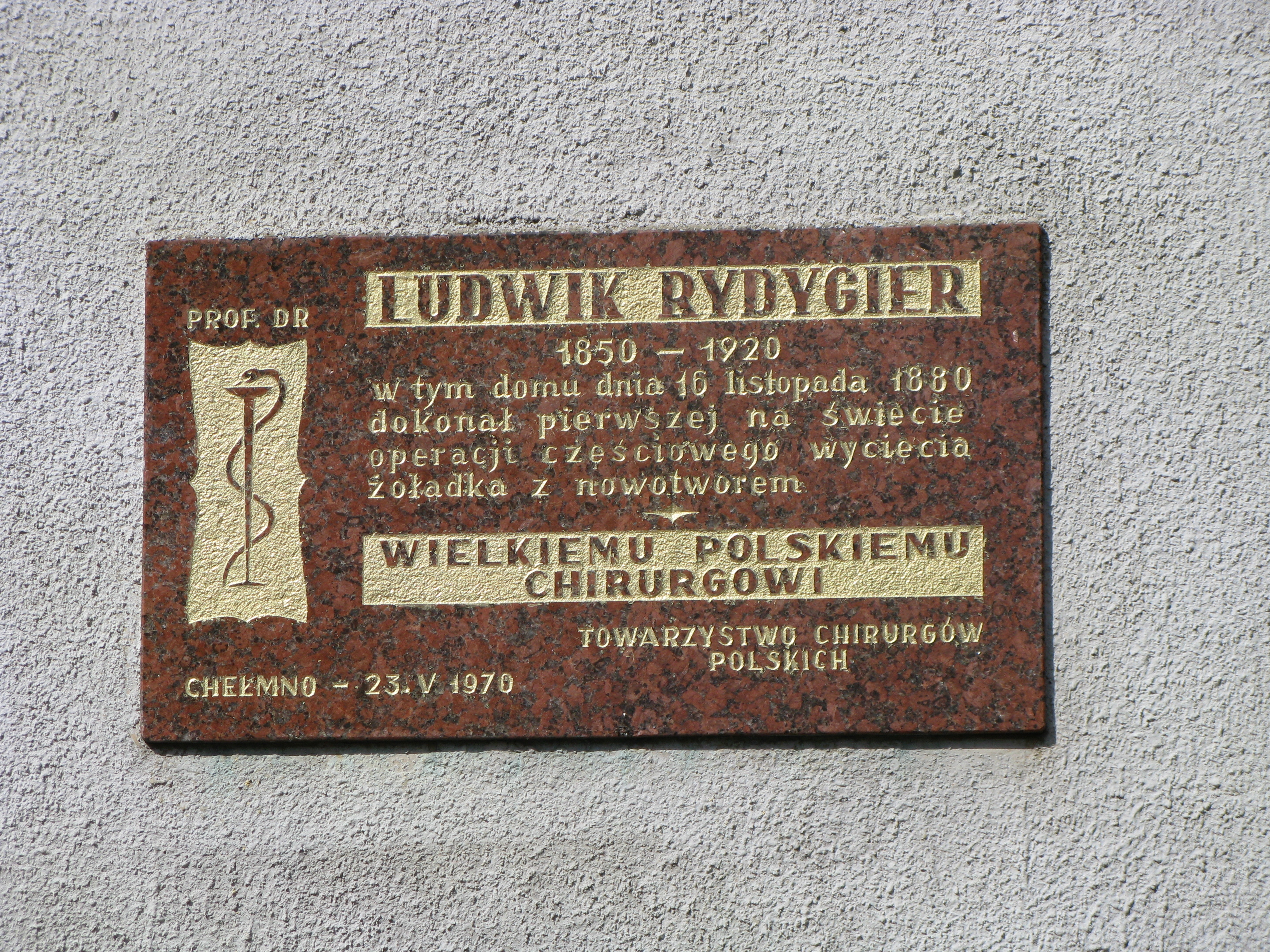
Gedenktafel am Haus von Rydygiers Privatklinik in Culm

- Nobilitierung durch Franz Joseph I. (1897)
- Hofrat (15. Dezember 1897)
- Komtur des Gregoriusordens (18. März 1898)
- Abgeordneter des Galizischen Landtags (als Rektor)
- Mitglied des Lemberger Stadtrates (1902–1905)

Die Gesellschaft Polnischer Chirurgen (die Riediger gegründet hatte) brachte 1958 am Gebäude des Culmer Krankenhauses eine Gedenktafel an. 1970 wurde eine weitere Gedenktafel am Haus seiner Privatklinik untergebracht. Das Museum im alten Rathaus zeigt eine ihm gewidmete Dauerausstellung.